# Giovanni Antonio Sevalle
Giovanni Antonio Sevalle (Torino, 1676 circa – Torino, 18 ottobre 1743) è stato un ingegnere e architetto italiano dell’età barocca, attivo a Torino e in diverse località del Piemonte.

## Vita e carriera
Primo dei quattro figli di Tommaso Sevalle (ca. 1653 – 1724), misuratore ed estimatore regio, e di Michela Margherita Ferrero, Giovanni Antonio, nato intorno al 1676, seguì le orme del padre, che fu anche il suo primo istruttore, ottenendo nel 1697 la nomina a pubblico estimatore dalla città di Torino. Partecipò anche ad uno dei Concorsi Clementini presso l’Accademia di S. Luca in Roma, dove ottenne il secondo premio nella Terza Classe dell’Architettura. Nel febbraio del 1702 Il giovane ingegnere eseguiva insieme al padre alcune misurazioni nel palazzo del principe della Cisterna e nella casa del conte Spatis a Torino, firmando un disegno relativo ai confini tra le due proprietà.
Durante guerra con la Francia, tra il 1705 e il 1706, Giovanni Antonio collaborò con Antonio Bertola alle opere di potenziamento delle difese della cittadella di Torino, e in particolare alla progettazione del sistema sotterraneo di contromina.
Il 21 dicembre 1707 Giovanni Antonio prese in moglie Maria Teresa Gaetana Astegiana, dalla quale tuttavia non ebbe figli.
Gli anni compresi tra il secondo e il quarto decennio del Settecento videro fiorire l’attività del Sevalle come misuratore, ingegnere ed architetto; tra le sue opere si segnalano:
- Il progetto di ristrutturazione, tra il 1713 ed il 1714, della manica riservata all’Insinuazione nel Palazzo di Città di Torino[7]
- La costruzione della nuova parrocchiale di S. Maria a Lagnasco, nel 1715[8]
- La direzione, a partire dal 1716, dei lavori per il completamento dell’Ospedale di S. Giovanni Battista di Torino, per il quale, tra il 1720 e il 1721 progetterà lo scalone monumentale[9]
- La realizzazione della chiesa della Confraternita di S. Croce a Rivalta Torinese tra il 1718 e il 1730[10]
- La presentazione, insieme a Giuseppe Cesare Pianca, nel 1719, di un progetto per l’Ospedale di S. Spirito a Bra, che tuttavia non verrà realizzato[11]
- La fattura dello sternito davanti alla chiesa della Misericordia di Torino, nell’agosto del 1720[12]
- Un estimo realizzato nel 1722, in collaborazione con l’ingegner Bertola, relativo al progetto per l’abbattimento della “Volta Rossa” a Torino[13]
- La decorazione della Porta di Po in occasione del matrimonio tra il principe Carlo Emanuele e la principessa Luisa Cristina di Sulzbach, affidatagli dalla città di Torino nel 1722[14]
- Il progetto della chiesa dell’Orfanotrofio Femminile (Orfanalle) di Chieri, cui lavorò tra il 1722 e il 1727[15]
- Il progetto della struttura marmorea dell’altare maggiore del duomo di Saluzzo, che verrà eseguita in collaborazione col mastro Francesco Aprile e con lo scultore Carlo Giuseppe Plura intorno al 1721[16]
- L’attività di ingegnere per la costruzione del monastero cistercense di S. Teobaldo in Asti tra il 1725 e il 1729 [17]
- Il progetto di riedificazione ed ampliamento della chiesa parrocchiale di S. Maria della Scala di Verzuolo, i cui lavori iniziarono nel 1737 e durarono almeno fino al 1747[18]

In seguito alla morte del padre Tommaso e del cognato Pietro Antonio Ferrero (entrambi deceduti nel 1724) Giovanni Antonio Sevalle assunse la tutela dei due nipoti Vincenzo Maria e Teresa Margherita Ferrero; Vincenzo Maria, in particolare, diventerà suo allievo, e in un atto notarile del 17 agosto 1733 zio e nipote compaiono come testimoni ad una transazione tra i monaci cistercensi di Testona e la città di Moncalieri con la quale quest’ultima concedeva ai religiosi il permesso di edificare la nuova facciata della chiesa di Santa Maria sul piazzale antistante di proprietà comunale, opera che sarà ultimata nel 1734.
Nell’aprile del 1742 Giovanni Antonio Sevalle e suo fratello Carlo Amedeo Sevalle, sacerdote, presentavano congiuntamente il loro testamento, nel quale si nominavano reciprocamente eredi universali, specificando che, una volta deceduti entrambi, la loro eredità sarebbe passata interamente al nipote Vincenzo Maria Ferrero, cui sarebbe spettato anche il diritto di portare il nome e l’arma gentilizia dei Sevalle. Quest’ultima clausola fornisce il motivo per cui il cognome del Ferrero appare talvolta accompagnato da quello dei Sevalle, circostanza che ha creato qualche confusione nella letteratura.
Giovanni Antonio Sevalle moriva a Torino il 18 ottobre 1743; suo nipote Vincenzo Maria Ferrero-Sevalle morirà a sua volta il 16 novembre 1750, all’età di quarant’anni.